# Bernat Artola
Bernat Artola Tomás (Castellón de la Plana, 20 de diciembre de 1904-Madrid, 8 de mayo de 1958) fue un poeta español en lengua valenciana.

## Biografía
Nació en la calle Cavallers de Castellón de la Plana, hijo de Bernat, delineante del Ayuntamiento de la ciudad y profesor de dibujo, y de Carmen. Les pusieron los nombres de Bernat, Manuel, Francesc y Vicent. Desde niño vivió envuelto por un ambiente de amor a la cultura; su padre, aparte de las artes plásticas cultivaba la música como aficionado. Pronto, Artola destaca por su destreza en el dibujo que se le afianzaría a partir del ingreso en el Instituto General y Técnico de Castellón. En el Instituto tuvo la oportunidad de disfrutar de destacados profesores, muy influyentes en el ambiente cultural del Castellón de las primerías del siglo XX, como Eduardo Juliá Martínez, Salvador Guinot Vilar y Lluís Revest i Corzo. La pasión por el dibujo y la pintura fue anterior a su carrera literaria; el año 1914 fundó en compañía de Joan Baptista Porcar la Agrupació Ribalta, una asociación de jóvenes artistas. Estas actividades le permitieron establecer lazos con los más destacados representantes de la cultura local, muchos de los cuales serían con el paso del tiempo imprescindibles intelectuales de la importante generación cultural castellonense de preguerra, como Enric Soler i Godes, Vicent Sos Baynat o los ya referenciados Julià, Guinot y Revest.
En los primeros años de los años 1920 se trasladó a Barcelona para iniciar los estudios de arquitectura, empujado por su familia. No obstante, no tardará en descubrir su verdadera vocación en las letras, cambiando de estudios a pesar de las preferencias familiares. En Barcelona empezó a escribir sus primeros poemas, obteniendo el año 1925 su primer éxito, al ganar la Viola de Oro en los Juegos Florales de Valencia con su poema L'Ermità, que le proyectó como una promesa de la poesía más allá de su ciudad natal. El año siguiente (1926) ganó la Flor Natural de los Juegos Florales de Lo Rat Penat con las doce Cançons d'Amor.
El año 1929 publica el que puede calificarse como su primera colección de madurez: Elegies, obra que fue alabada por Miguel de Unamuno, con quien Artola mantuvo una amistad epistolar, y Eduard Martínez Ferrando, y que hizo aumentar más aún la estima de su ciudad por su poeta. También participó en las Mesas de Poesía, organizadas en Valencia por la revista Taula de Lletres Valencianes los años 1928 y 1929.
Al volver de Barcelona y hasta el año 1936 en que empezó su actividad profesor (en realidad en Barcelona no había conseguido el título de licenciado, que obtendría el año 1936 por la Universidad de Salamanca) Artola se dedicó de lleno a la creación, llevando una vida de bon vivant libre de preocupaciones económicas. Son años de una gran actividad, con viajes a Barcelona, Valencia, Madrid y Salamanca, en que produjo una gran cantidad de obra en valenciano y en castellano y en que también se dedicó al diseño industrial, menester que Artola se tomaba más como afición que como oficio. El año 1930 dibujó la portada y las cabeceras de la edición del Tombatossals de Josep Pasqual Tirado hecha por la editorial Armengot, trabajo que fue galardonado con el premio anual de la Cámara Oficial del Libro de Madrid. El 1931 publica L'art novell, un estudio de estética donde manifiesta su pensamiento artístico. El 1935, publica una sus obras más importantes, el poemario Terra, mientras concluye sus estudios en Salamanca.
El año 1936 hace los cursos para convertirse en profesor encargado de cursos en el Instituto donde trabajaba su padre. En 1937, a pesar de no gustarle mucho las manifestaciones de carácter colectivo, disfrutar de un espíritu independiente y no estar muy interesado por la política, participa en el II Congreso Internacional de Escritores para la Defensa de la Cultura, celebrado en Valencia, formando parte de la delegación valenciana junto con Carles Salvador, Enric Borrás, Adolf Pizcueta y Ricard Blasco.
Al acabar la guerra fue depurado e incluso estuvo encarcelado durante una noche, siendo puesto en libertad por las gestiones que rápidamente hizo su hermano. Inicia entonces un periodo marcado por las dificultades económicas, provocadas en parte por el no reconocimiento del nuevo gobierno de su rango de profesor ganado mediante los cursos de 1936 y en parte por su personalidad libre e inconstante. A partir de 1940 se implica en la vida social de Castellón de la Plana, como asiduo miembro de diversas tertulias y como organizador de acontecimientos festivos, como será el establecimiento de las Fiestas de la Magdalena que comenzaban a adquirir la fisonomía y el carácter actual. Su obra toma dos vías divergentes: por una parte se dedica a la poesía popular (por ejemplo libros de gayatas y de fallas); y por otra a la producción más introspectiva. La última quedará prácticamente inédita hasta su publicación a finales del siglo XX. Así mismo colabora con diversos diarios y mantiene su actividad juegofloralista. El año 1943 colabora en el estreno en Castellón de la ópera La filla del rei Barbut, de Matilde Salvador. La compositora castellonense musicaría también alguna de sus poesías.
El año 1952 y desencantado del ambiente provinciano que percibía en Castellón y con la necesidad de encontrar una ocupación estable, se traslada a Barcelona donde esperaba contar con el apoyo de Juan Iglesias, compañero de Salamanca y vicerrector de la Universidad de Barcelona. Después de unos meses se traslada a Madrid. Su periodo madrileño se caracterizó por una creciente desconexión del mundo literario valenciano y las dificultades económicas, al tener que ganarse la vida con colaboraciones puntuales en revistas, radios y alguna aventura editorial. Disfrutó de algunas ocupaciones temporales gracias al soporte de Joan Iglesias y de José Camón Aznar, con quien desarrolló una gran amistad. El 1955, con 51 años, se casa con Enriqueta Castellets Folch y el año siguiente nace su único hijo en Valencia, a donde se trasladó su mujer para la ocasión.
En 1956, un decreto del gobierno que reconocía los profesores cursillistas le hizo percibir la posibilidad de obtener una plaza de profesor y conseguir una situación económica más estable. La deseada plaza, no llegó antes de su muerte la tarde del 8 de mayo de 1958 a causa de una afección cardíaca. Las muestras de homenaje al poeta se sucedieron en su ciudad natal, donde la Societat Castellonenca de Cultura le dedicó un estudio en su boletín de abril-junio de 1959. En Valencia se le rindió homenaje póstumo en la Universidad y en Lo Rat Penat.

## Poesía
En su poesía Artola trata los temas eternos del amor, el paisaje, el ser humano, la soledad y el conflicto entre el mundo exterior y el mundo interior. Su obra destaca por su riquísimo conocimiento del léxico de la Plana, que no duda en incorporar a su producción más intimista; por la incorporación de elementos de otras tradiciones literarias, principalmente de la castellana, pero también de Rabindranath Tagore y Schopenhauer y por su sincretismo expresivo mediante el cual intenta maridar la poesía culta y la popular.
Según Joan Fuster « [Bernat Artola] con un dominio preciso del cabal idiomático trabaja una poesía de aspiración intelectual, y trata de conseguir y reemprender el pálpito que iluminó la de Ausiàs March. En sus versos, de todas formas, vence el esplendo expresivo, muy por encima de la preocupación conceptual. La obra de Artola tiene una alta calidad dentro del marco de la poesía valenciana, y responde a un mundo sentimental complejo, matizado y fino, que en todo momento encuentra una versión exacta de las palabras espesas del léxico terral ».

## Obras
- 1928 Elegies
- 1933 Santoral, en castellano
- 1935 Terra
- 1941 Festívoles
- 1945 A l'ombra del Campanar
- 1947 Poble
- 1947 Llàntia viva
- 1950 Tornaveu
- 1950 Raons i paraules
- 1950 El delme del temps
- 1950 Miratges
- 1951 Lledons
- 1951-1952 Recès de solituds
- 1952 Veus i cançons
- 1953 Fulles del temps
- 1954-1956 Collita